# Jacquinia macrantha
Jacquinia macrantha är en viveväxtart som beskrevs av Ignatz Urban. Jacquinia macrantha ingår i släktet Jacquinia och familjen viveväxter. Utöver nominatformen finns också underarten J. m. clarendonensis.